# Zwart Nazareth

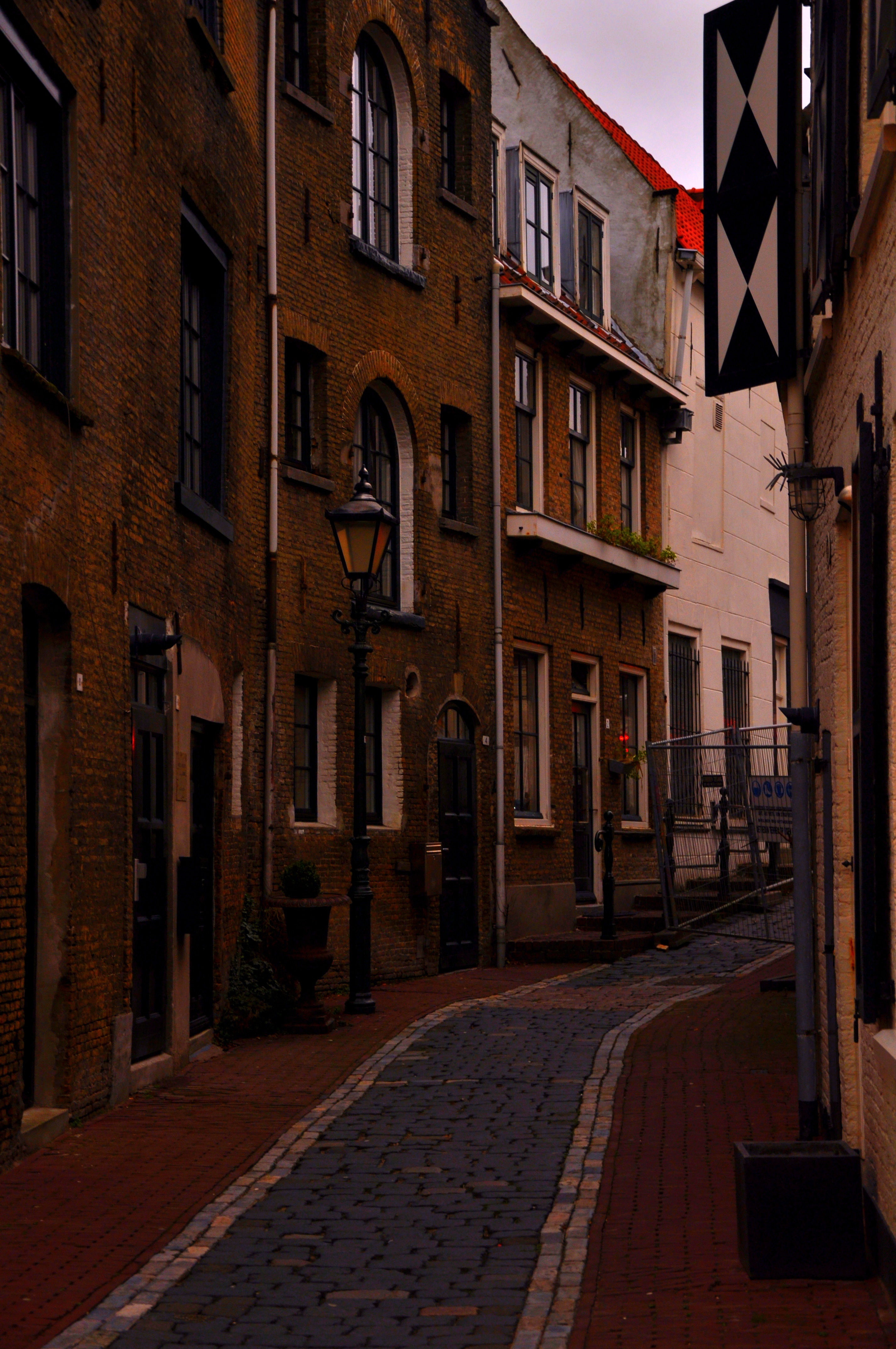
Steeg in Schiedam

Zwart Nazareth is een inmiddels in onbruik geraakte bijnaam voor de Nederlandse stad Schiedam. Na 1960 zijn de sloppenwijken van Schiedam gesloopt om plaats te maken voor sociale woningbouw.
In de 19e eeuw was Schiedam het centrum van de jenever-industrie in Nederland. Met name tussen 1870 en 1890 bloeide deze industrie. De keerzijde was een enorme vervuiling door de met steenkool gestookte branderijen en de glasblazerijen, het alcoholisme, open riolen en de erbarmelijke huisvesting van de arbeiders. Straatnamen als 'Verbrande Erven' wijzen op onveilige situaties. 
- Een treffende beschrijving van de sociale omstandigheden anno 1899 en de daarop volgene jaren kunnen is te vinden in het boek De eeuw van mijn vader van de auteur Geert Mak.

- Schrijver Bordewijk wijdde de novelle 'Verbrande Erven' aan zijn geboorteplaats Schiedam met als treffend citaat over de toestand van de stad: "Des zomers lag zij te midden van het sappigst Hollands weidelandschap te braken als een zwarte vulkaan. De felle vuren der glasblazerijen omkringden haar in een krans helse rozen". Ook Piet Paaltjens schetste in zijn gedicht 'Het zwart Schiedam' een weinig rooskleurig beeld. Hij werd in Schiedam zo depressief dat hij zijn leven beëindigde. De Rotterdamse band The Amazing Stroopwafels bezong Zwart Nazareth (en Piet Paaltjens) in een gelijknamig lied.

De sociale novelle De geschiedenis van Jan Zomer van Arij Prins bevat meerdere aanwijzingen, die erop duiden dat dit verhaal zich afspeelt in Schiedam tijdens de hoogtijdagen van de jeneverstokerijen.

## Merknaam
Zwart Nazareth is ook het merk waaronder Distilleerderij Gebroeders Kramers, een stokersfamilie uit Schiedam die sinds 1776 jenever en gedistilleerd maakt en verkoopt.